# 韓国野球委員会
韓国野球委員会（かんこくやきゅういいんかい）は、大韓民国のプロ野球の球界団体である。韓国にプロ野球が生まれた1982年に設立されている。英名より韓国野球機構と訳されることもある。リーグ戦は2015年シーズンより「KBOリーグ」の名称で行われているため、単に「韓国野球委員会」「KBO」はリーグ運営者、及びプロ野球球団による統括組織を指すこととなった。リーグについての詳細はKBOリーグを参照。
また、韓国における「アマチュア野球」の統括組織は大韓野球ソフトボール協会である。

## 歴代総裁
| 代    | 氏名         | 任期                           |
| ----- | ------------ | ------------------------------ |
| 1-2   | 徐鐘喆       | 1981年12月11日〜1988年3月27日  |
| 3-4   | 李雄熙       | 1988年3月28日〜1992年5月27日   |
| 5     | 李相薫       | 1992年5月28日〜1993年9月16日   |
| 6     | 呉明         | 1993年11月26日〜1993年12月21日 |
| 7     | 権寧海       | 1994年3月21日〜1994年12月23日  |
| 8     | 金淇春       | 1995年2月8日～1996年6月8日     |
| 9-10  | 洪在馨       | 1996年7月4日～1998年5月26日    |
| 11    | 鄭大哲       | 1998年5月27日～1998年9月15日   |
| 12-14 | 朴容旿       | 1998年12月8日～2005年12月11日  |
| 15-16 | 辛相佑       | 2006年1月12日～2008年12月16日  |
| 17-18 | 兪栄九       | 2008年12月17日～2011年5月2日   |
| 代行  | 李容一       | 2011年5月17日～2011年8月21日   |
| 19-21 | 具本綾       | 2011年8月22日～2017年12月31日  |
| 22    | 鄭雲燦       | 2018年1月1日～2020年12月31日   |
| 23    | 鄭智沢       | 2021年1月1日～2022年2月8日     |
| 代行  | ユ・デファン | 2022年2月8日～2022年3月25日    |
| 24    | 許亀淵       | 2022年3月25日～現職            |